# Manoir, rue Maupertuis 2-4, Nyon
Le manoir de Nyon est un bâtiment vaudois situé au numéro 2-4 de la rue Maupertuis de la ville vaudoise de Nyon, en Suisse.

## Histoire
Le manoir, construit au XVe siècle, est le dernier bâtiment urbain de cette époque encore existant à Nyon. Selon l'histoire locale, Voltaire aurait songé à l'acheter mais aurait été contré par les autorités bernoises.
Le bâtiment est inscrit depuis 1991 comme bien culturel suisse d'importance nationale. Il se situe entre le château et le musée romain, en face de la ferme du Manoir, bâtiment actuellement utilisé par les autorités communales.